# Brachysorus woodwardioides
Brachysorus woodwardioides là một loài dương xỉ trong họ Athyriaceae. Loài này được C. Presl mô tả khoa học đầu tiên..
Danh pháp khoa học của loài này chưa được làm sáng tỏ. 